# Viaduc de la Borrèze
Le viaduc de la Borrèze est un viaduc ferroviaire de la ligne des Aubrais - Orléans à Montauban-Ville-Bourbon qui permet la traversée de la vallée de la Borrèze à Souillac, dans le département du Lot, en région Occitanie.
Il est inscrit au titre des monuments historiques.

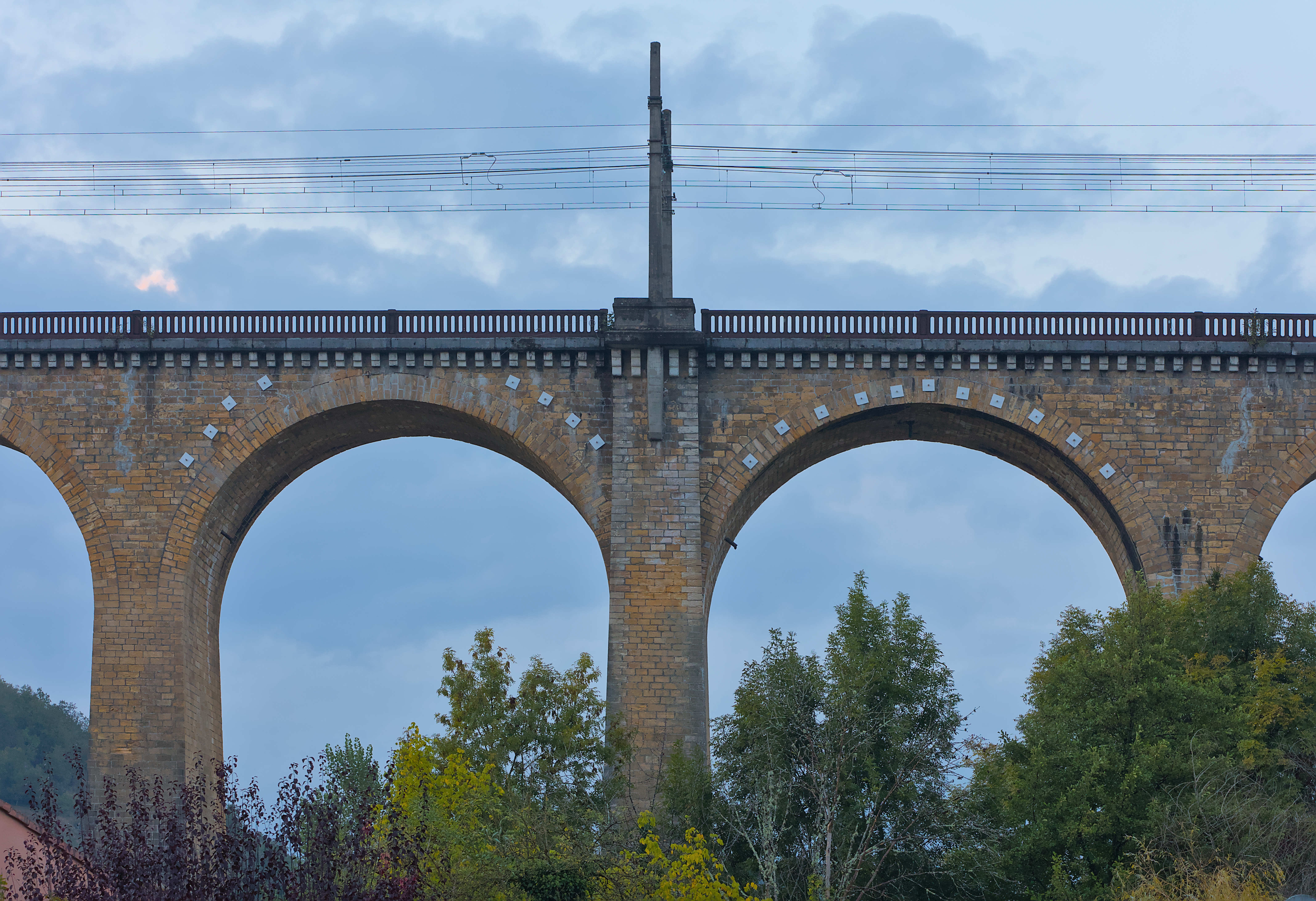
Le viaduc au coucher du soleil.

## Situation ferroviaire
Le viaduc de la Borrèze est situé au point kilométrique (PK) 536,500 de la ligne des Aubrais - Orléans à Montauban-Ville-Bourbon. En venant du nord, il est précédé par la gare de Gignac - Cressensac et le viaduc de Lamothe ; son franchissement permet l'arrivée en gare de Souillac.
Le viaduc dispose de deux voies car, dès son ouverture, il permet également le passage d'un tronçon de la ligne de Souillac à Viescamp-sous-Jallès dont l'embranchement est situé à proximité de son entrée est, les deux lignes étant alors en tronc commun jusqu'à la gare de Souillac.

## Histoire
Le 28 décembre 1984, le viaduc est inscrit au titre des monuments historiques.

## Caractéristiques
Le viaduc, comprenant 30 arches, se présente sous la forme d'un pont en arcs dont la portée est de 15 mètres. Il a une hauteur de 32 mètres et une longueur de 571 mètres.